# Fotosistema
Los fotosistemas son los complejos proteicos situados en membranas de organismos autótrofos donde se agrupan los pigmentos fotosintéticos, como la clorofila. Estas moléculas son capaces de captar la energía lumínica procedente del Sol y transformarla en energía útil. Un ejemplo es la fotosíntesis, que utiliza la luz visible blanca, la cual es una mezcla de varias longitudes de onda. Estos complejos de proteínas están presentes en ciertos microorganismos fotosintéticos y en los cloroplastos de células vegetales.
Existen dos tipos de fotosistemas:

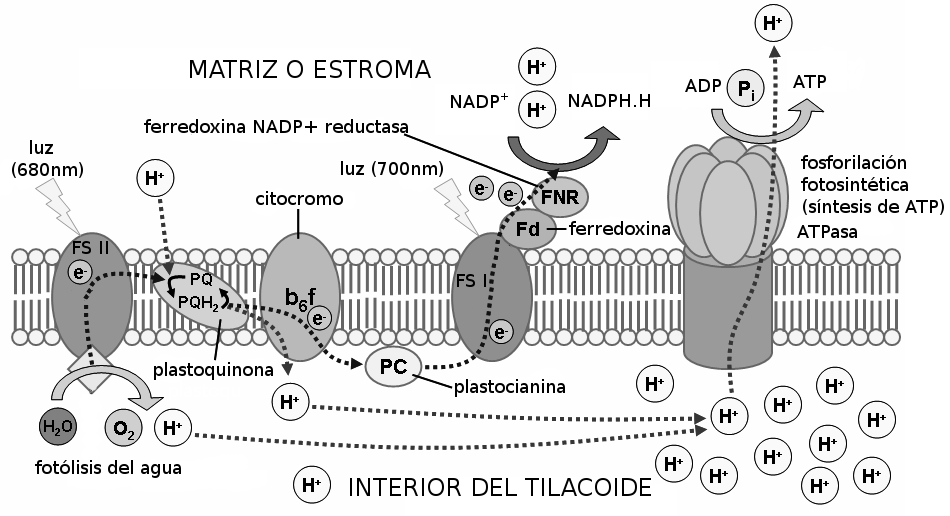
Fotosistemas I y II ubicados en la membrana interna de un cloroplasto

- El Fotosistema I (F I), rico en clorofila a.
- El Fotosistema II (F II), rico en clorofila b.

## Componentes[2]
- Un complejo antena, en el que se capta la energía luminosa y se transforma en energía química que se transfiere y circula hacia el centro de reacción. Está formado por gran cantidad de pigmentos, cientos de moléculas de clorofila, lo que permite que se absorba gran cantidad de energía. Además de clorofilas y carotenoides, también constan de las ficobilinas.Si las clorofilas se fotooxidan cuando hay mucha iluminación, la planta se moriría, los carotenoides actúan de forma importante aquí. Este primer componente recibe el nombre de complejo captador de luz o complejo antena, y funciona como un embudo que recoge la energía luminosa y la dirige a un único centro de reacción.
- Un centro de reacción, formado por moléculas de proteínas que rodean clorofila A y clorofila B y además por un aceptor primario de electrones. Aquí la clorofila A no es diferente en estructura a las que está en la antena recolectora de luz, pero unas de ellas transfieren energía y otras, electrones. Como consecuencia, en el pigmento de clorofila uno de los electrones pasa a un nivel superior que cede el electrón a un aceptor primario que queda reducido y las clorofilas A recuperan el electrón que han perdido gracias al dador final de electrones (que en este caso es el agua), quedando oxidado y cuyo subproducto es el oxígeno.

Se cree que este sistema evolucionó hace más de 3000 millones de años en una bacteria fotosintética primitiva.